# Kitsadakorn Saleelatana
Kitsadakorn Saleelatana (thailändisch กฤษฎากร สาลีรัตนา, * 23. Februar 1995) ist ein thailändischer Fußballspieler.

## Karriere
Kitsadakorn Saleelatana stand bis Ende 2018 beim Drittligisten Kalasin FC unter Vertrag. Am Ende der Saison musste er mit dem Verein aus Kalasin in die vierte Liga absteigen. Nach dem Abstieg wechselte er im Dezember 2018 zum Khon Kaen FC. Der Verein aus Khon Kaen, einer Stadt in der Provinz Khon Kaen in der Nordostregion von Thailand, dem Isan, spielte in der zweiten Liga. Am Ende der Saison 2021/22 musste er mit dem Klub den Weg in die Drittklassigkeit antreten. Für Khon Kaen bestritt er 55 Zweitligaspiele. Nach dem Abstieg unterschrieb er im Sommer 2022 einen Vertrag beim Drittligisten Pathumthani University FC. Mit dem Klub aus Ayutthaya spielte er 13-mal in der Western Region der Liga. Im Dezember 2023 wurde sein Vertrag nicht verlängert.